# Capocannoniere
Giải thưởng Capocannoniere (tiếng Ý: [ˌkapokanːoˈnjɛːre]; nghĩa đen là "xạ thủ hàng đầu"), được biết như là Giải thưởng Paolo Rossi kể từ năm 2021, được trao bởi Hiệp hội cầu thủ bóng đá Ý (AIC) cho cầu thủ ghi nhiều bàn thắng nhất mỗi mùa giải Serie A ở Ý. Giải thưởng hiện đang được nắm giữ bởi Victor Osimhen, người đã ghi 26 bàn cho Napoli trong mùa giải 2022–23.
Số bàn thắng ghi được nhiều nhất để giành Capocannoniere là 36, bởi Gino Rossetti cho Torino trong mùa 1928–29, Gonzalo Higuaín cho Napoli trong mùa 2015–16 và Ciro Immobile cho Lazio trong mùa 2019–20. Ferenc Hirzer, Julio Libonatti và Gunnar Nordahl đồng vị trí thứ tư cho kỷ lục này; họ từng ghi 35 bàn lần lượt cho Juventus, Torino và Milan.
Gunnar Nordahl của Milan đã 5 lần giành danh hiệu capocannoniere: 1949–50, 1950–51, 1952–53, 1953–54 và 1954–55, nhiều hơn bất kỳ cầu thủ nào khác trong lịch sử giải vô địch Ý.

## Những người chiến thắng
Data relating to seasons prior to 1923–24 are incomplete or imprecise due to scarcity of sources.
Key
* Italian by naturalisation.
| Season                       | Player(s)                                   | Nationality          | Club(s)                     | Goals       |
| ---------------------------- | ------------------------------------------- | -------------------- | --------------------------- | ----------- |
| 1898                         | Edoardo BosioNorman Victor Leaver           | Italy Anh            | Internazionale TorinoGenoa  | 2           |
| 1899                         | Albert Weber                                | Thụy Sĩ              | Internazionale Torino       | 2           |
| 1900                         | Unknown                                     | N/A                  | N/A                         | N/A         |
| 1901                         | Umberto Malvano                             | Italy                | Juventus                    | 4           |
| 1902                         | Unknown                                     | N/A                  | N/A                         | N/A         |
| 1903                         | Unknown                                     | N/A                  | Juventus                    | N/A         |
| 1904                         | Unknown                                     | N/A                  | Juventus                    | N/A         |
| 1905                         | Unknown                                     | N/A                  | N/A                         | N/A         |
| 1906                         | Guido Pedroni                               | Italy                | Milan                       | 3           |
| 1907                         | Hans Kämpfer                                | Thụy Sĩ              | Torino                      | 7           |
| 1908                         | Mario Cagliani                              | Italy                | US Milanese                 | 4           |
| 1909                         | Amilcare Pizzi                              | Italy                | US Milanese                 | 9           |
| 1909–10                      | Unknown                                     | N/A                  | N/A                         | N/A         |
| 1910–11                      | Unknown                                     | N/A                  | N/A                         | N/A         |
| 1911–12                      | Unknown                                     | N/A                  | N/A                         | N/A         |
| 1912–13                      | Unknown                                     | N/A                  | N/A                         | N/A         |
| 1913–14                      | Unknown                                     | N/A                  | N/A                         | N/A         |
| 1914–15                      | Unknown                                     | N/A                  | N/A                         | N/A         |
| 1915–19                      | Not awarded                                 | Not awarded          | Not awarded                 | Not awarded |
| 1919–20                      | Unknown                                     | N/A                  | N/A                         | N/A         |
| 1920–21                      | Unknown                                     | N/A                  | N/A                         | N/A         |
| 1921–22 (FIGC)               | Unknown                                     | N/A                  | N/A                         | N/A         |
| 1921–22 (CCI)                | Unknown                                     | N/A                  | N/A                         | N/A         |
| 1922–23                      | Fulvio Bernardini                           | Italy                | Lazio                       | 21          |
| 1923–24                      | Heinrich Schönfeld                          | Áo                   | Torino                      | 22          |
| 1924–25                      | Mario Magnozzi                              | Italy                | Livorno                     | 19          |
| 1925–26                      | Ferenc Hirzer                               | Hungary              | Juventus                    | 35          |
| 1926–27                      | Anton Powolny                               | Áo                   | Internazionale              | 22          |
| 1927–28                      | Julio Libonatti                             | Italy*               | Torino                      | 35          |
| 1928–29                      | Gino Rossetti                               | Italy                | Torino                      | 36          |
| Foundation of Serie A        |                                             |                      |                             |             |
| 1929–30                      | Giuseppe Meazza                             | Italy                | Ambrosiana-Inter            | 31          |
| 1930–31                      | Rodolfo Volk                                | Italy                | Roma                        | 29          |
| 1931–32                      | Angelo SchiavioPedro Petrone                | Italy Uruguay        | BolognaFiorentina           | 25          |
| 1932–33                      | Felice Borel                                | Italy                | Juventus                    | 29          |
| 1933–34                      | Felice Borel                                | Italy                | Juventus                    | 31          |
| 1934–35                      | Enrique Guaita                              | Italy*               | Roma                        | 28          |
| 1935–36                      | Giuseppe Meazza                             | Italy                | Ambrosiana-Inter            | 25          |
| 1936–37                      | Silvio Piola                                | Italy                | Lazio                       | 21          |
| 1937–38                      | Giuseppe Meazza                             | Italy                | Ambrosiana-Inter            | 20          |
| 1938–39                      | Ettore PuricelliAldo Boffi                  | Uruguay Italy        | BolognaMilan                | 19          |
| 1939–40                      | Aldo Boffi                                  | Italy                | Milan                       | 24          |
| 1940–41                      | Ettore Puricelli                            | Italy*               | Bologna                     | 22          |
| 1941–42                      | Aldo Boffi                                  | Italy                | Milan                       | 22          |
| 1942–43                      | Silvio Piola                                | Italy                | Lazio                       | 21          |
| 1943–45                      | Not awarded                                 | Not awarded          | Not awarded                 | Not awarded |
| 1945–46                      | Guglielmo Gabetto                           | Italy                | Torino                      | 22          |
| 1946–47                      | Valentino Mazzola                           | Ý                    | Torino                      | 29          |
| 1947–48                      | Giampiero Boniperti                         | Ý                    | Juventus                    | 27          |
| 1948–49                      | István Nyers                                | Hungary              | Internazionale              | 26          |
| 1949–50                      | Gunnar Nordahl                              | Thụy Điển            | Milan                       | 35          |
| 1950–51                      | Gunnar Nordahl                              | Thụy Điển            | Milan                       | 34          |
| 1951–52                      | John Hansen                                 | Đan Mạch             | Juventus                    | 30          |
| 1952–53                      | Gunnar Nordahl                              | Thụy Điển            | Milan                       | 26          |
| 1953–54                      | Gunnar Nordahl                              | Thụy Điển            | Milan                       | 23          |
| 1954–55                      | Gunnar Nordahl                              | Thụy Điển            | Milan                       | 27          |
| 1955–56                      | Gino Pivatelli                              | Ý                    | Bologna                     | 29          |
| 1956–57                      | Dino da Costa                               | Brasil               | Roma                        | 22          |
| 1957–58                      | John Charles                                | Wales                | Juventus                    | 28          |
| 1958–59                      | Antonio Valentín Angelillo                  | Argentina            | Internazionale              | 33          |
| 1959–60                      | Omar Sívori                                 | Argentina            | Juventus                    | 28          |
| 1960–61                      | Sergio Brighenti                            | Ý                    | Sampdoria                   | 27          |
| 1961–62                      | José AltafiniAurelio Milani                 | Ý* Ý                 | MilanFiorentina             | 22          |
| 1962–63                      | Harald NielsenPedro Manfredini              | Đan Mạch Argentina   | BolognaRoma                 | 19          |
| 1963–64                      | Harald Nielsen                              | Đan Mạch             | Bologna                     | 21          |
| 1964–65                      | Sandro MazzolaAlberto Orlando               | Ý                    | InternazionaleFiorentina    | 17          |
| 1965–66                      | Luís Vinício                                | Brasil               | Vicenza                     | 25          |
| 1966–67                      | Gigi Riva                                   | Ý                    | Cagliari                    | 18          |
| 1967–68                      | Pierino Prati                               | Ý                    | Milan                       | 15          |
| 1968–69                      | Gigi Riva                                   | Ý                    | Cagliari                    | 21          |
| 1969–70                      | Gigi Riva                                   | Ý                    | Cagliari                    | 21          |
| 1970–71                      | Roberto Boninsegna                          | Ý                    | Internazionale              | 24          |
| 1971–72                      | Roberto Boninsegna                          | Ý                    | Internazionale              | 22          |
| 1972–73                      | Giuseppe SavoldiPaolino PuliciGianni Rivera | Ý                    | BolognaTorinoMilan          | 17          |
| 1973–74                      | Giorgio Chinaglia                           | Ý                    | Lazio                       | 24          |
| 1974–75                      | Paolino Pulici                              | Ý                    | Torino                      | 18          |
| 1975–76                      | Paolino Pulici                              | Ý                    | Torino                      | 21          |
| 1976–77                      | Francesco Graziani                          | Ý                    | Torino                      | 21          |
| 1977–78                      | Paolo Rossi                                 | Ý                    | Vicenza                     | 24          |
| 1978–79                      | Bruno Giordano                              | Ý                    | Lazio                       | 19          |
| 1979–80                      | Roberto Bettega                             | Ý                    | Juventus                    | 16          |
| 1980–81                      | Roberto Pruzzo                              | Ý                    | Roma                        | 18          |
| 1981–82                      | Roberto Pruzzo                              | Ý                    | Roma                        | 15          |
| 1982–83                      | Michel Platini                              | Pháp                 | Juventus                    | 16          |
| 1983–84                      | Michel Platini                              | Pháp                 | Juventus                    | 20          |
| 1984–85                      | Michel Platini                              | Pháp                 | Juventus                    | 18          |
| 1985–86                      | Roberto Pruzzo                              | Ý                    | Roma                        | 19          |
| 1986–87                      | Pietro Paolo Virdis                         | Ý                    | Milan                       | 17          |
| 1987–88                      | Diego Maradona                              | Argentina            | Napoli                      | 15          |
| 1988–89                      | Aldo Serena                                 | Ý                    | Internazionale              | 22          |
| 1989–90                      | Marco van Basten                            | Hà Lan               | Milan                       | 19          |
| 1990–91                      | Gianluca Vialli                             | Ý                    | Sampdoria                   | 19          |
| 1991–92                      | Marco van Basten                            | Hà Lan               | Milan                       | 25          |
| 1992–93                      | Giuseppe Signori                            | Ý                    | Lazio                       | 26          |
| 1993–94                      | Giuseppe Signori                            | Ý                    | Lazio                       | 23          |
| 1994–95                      | Gabriel Batistuta                           | Argentina            | Fiorentina                  | 26          |
| 1995–96                      | Igor ProttiGiuseppe Signori                 | Ý                    | BariLazio                   | 24          |
| 1996–97                      | Filippo Inzaghi                             | Ý                    | Atalanta                    | 24          |
| 1997–98                      | Oliver Bierhoff                             | Đức                  | Udinese                     | 27          |
| 1998–99                      | Márcio Amoroso                              | Brasil               | Udinese                     | 22          |
| 1999–2000                    | Andriy Shevchenko                           | Ukraina              | Milan                       | 24          |
| 2000–01                      | Hernán Crespo                               | Argentina            | Lazio                       | 26          |
| 2001–02                      | David TrezeguetDario Hübner                 | Pháp Ý               | JuventusPiacenza            | 24          |
| 2002–03                      | Christian Vieri                             | Ý                    | Internazionale              | 24          |
| 2003–04                      | Andriy Shevchenko                           | Ukraina              | Milan                       | 24          |
| 2004–05                      | Cristiano Lucarelli                         | Ý                    | Livorno                     | 24          |
| 2005–06                      | Luca Toni                                   | Ý                    | Fiorentina                  | 31          |
| 2006–07                      | Francesco Totti                             | Ý                    | Roma                        | 26          |
| 2007–08                      | Alessandro Del Piero                        | Ý                    | Juventus                    | 21          |
| 2008–09                      | Zlatan Ibrahimović                          | Thụy Điển            | Internazionale              | 25          |
| 2009–10                      | Antonio Di Natale                           | Ý                    | Udinese                     | 29          |
| 2010–11                      | Antonio Di Natale                           | Ý                    | Udinese                     | 28          |
| 2011–12                      | Zlatan Ibrahimović                          | Thụy Điển            | Milan                       | 28          |
| 2012–13                      | Edinson Cavani                              | Uruguay              | Napoli                      | 29          |
| 2013–14                      | Ciro Immobile                               | Ý                    | Torino                      | 22          |
| 2014–15                      | Mauro IcardiLuca Toni                       | Argentina Ý          | InternazionaleHellas Verona | 22          |
| 2015–16                      | Gonzalo Higuaín                             | Argentina            | Napoli                      | 36          |
| 2016–17                      | Edin Džeko                                  | Bosna và Hercegovina | Roma                        | 29          |
| 2017–18                      | Mauro IcardiCiro Immobile                   | Argentina Ý          | InternazionaleLazio         | 29          |
| 2018–19                      | Fabio Quagliarella                          | Ý                    | Sampdoria                   | 26          |
| 2019–20                      | Ciro Immobile                               | Ý                    | Lazio                       | 36          |
| Renamed as Paolo Rossi Award |                                             |                      |                             |             |
| 2020–21                      | Cristiano Ronaldo                           | Bồ Đào Nha           | Juventus                    | 29          |
| 2021–22                      | Ciro Immobile                               | Ý                    | Lazio                       | 27          |
| 2022–23                      | Victor Osimhen                              | Nigeria              | Napoli                      | 26          |

## Những cầu thủ nhiều lần đoạt giải vua phá lưới
Trong 15 mùa capocannonieri không rõ.
| Hạng | Cầu thủ          | Câu lạc bộ     | Quốc gia  | Danh hiệu | Mùa giải                                    |
| ---- | ---------------- | -------------- | --------- | --------- | ------------------------------------------- |
| 1    | Gunnar Nordahl   | Milan          | Thụy Điển | 5         | 1949–50, 1950–51, 1952–53, 1953–54, 1954–55 |
| 2    | Ciro Immobile    | Torino, Lazio  | Ý         | 4         | 2013–14, 2017–18, 2019–20, 2021–22          |
| 3    | Giuseppe Meazza  | Internazionale | Ý         | 3         | 1929–30, 1935–36, 1937–38                   |
| 3    | Aldo Boffi       | Milan          | Ý         | 3         | 1938–39, 1939–40, 1941–42                   |
| 3    | Gigi Riva        | Cagliari       | Ý         | 3         | 1966–67, 1968–69, 1969–70                   |
| 3    | Paolo Pulici     | Torino         | Ý         | 3         | 1972–73, 1974–75, 1975–76                   |
| 3    | Roberto Pruzzo   | Roma           | Ý         | 3         | 1980–81, 1981–82, 1985–86                   |
| 3    | Michel Platini   | Juventus       | Pháp      | 3         | 1982–83, 1983–84, 1984–85                   |
| 3    | Giuseppe Signori | Lazio          | Ý         | 3         | 1992–93, 1993–94, 1995–96                   |

## Số giải thưởng theo câu lạc bộ

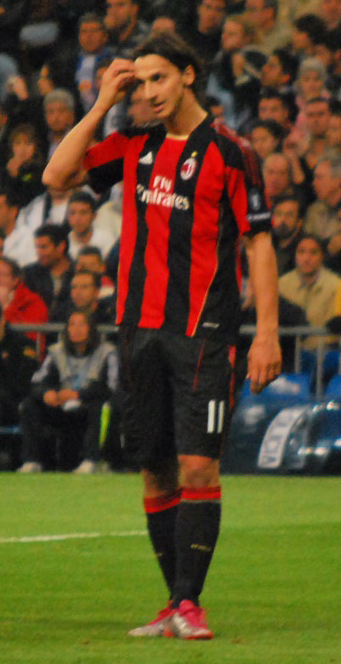
Capocannoniere đã giành được 18 lần bởi các cầu thủ AC Milan, gần đây nhất là Zlatan Ibrahimović vào năm 2012

Trong 13 mùa giải, các câu lạc bộ không được biết đến. Các đội Serie A hiện tại được hiển thị in đậm.
| Câu lạc bộ            | Tổng cộng |
| --------------------- | --------- |
| Milan                 | 18        |
| Juventus              | 17        |
| Internazionale        | 14        |
| Lazio                 | 12        |
| Torino                | 11        |
| Roma                  | 9         |
| Bologna               | 7         |
| Fiorentina            | 5         |
| Napoli                | 4         |
| Udinese               | 4         |
| Cagliari              | 3         |
| Sampdoria             | 3         |
| Internazionale Torino | 2         |
| Livorno               | 2         |
| US Milanese           | 2         |
| Vicenza               | 2         |
| Atalanta              | 1         |
| Bari                  | 1         |
| Genoa                 | 1         |
| Piacenza              | 1         |
| Hellas Verona         | 1         |

## Các quốc gia sở hữu nhiều danh hiệu vua phá lưới Serie A

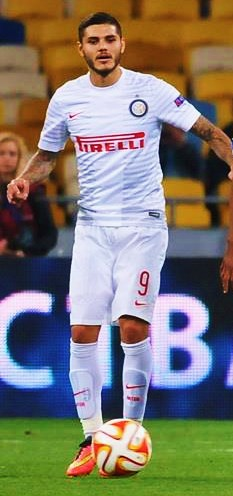
Các cầu thủ người Argentina là những người nước ngoài giành được nhiều danh hiệu Capocannoniere nhất, gần đây nhất là Mauro Icardi của Internazionale vào năm 2018.

Trong 15 mùa giải không rõ quốc tịch.
| Quóc gia             | Tổng cộng |
| -------------------- | --------- |
| Ý                    | 73        |
| Argentina            | 9         |
| Thụy Điển            | 7         |
| Pháp                 | 4         |
| Brasil               | 3         |
| Đan Mạch             | 3         |
| Uruguay              | 3         |
| Áo                   | 2         |
| Hungary              | 2         |
| Hà Lan               | 2         |
| Thụy Sĩ              | 2         |
| Ukraina              | 2         |
| Bosna và Hercegovina | 1         |
| Anh                  | 1         |
| Đức                  | 1         |
| Wales                | 1         |
| Bồ Đào Nha           | 1         |
| Nigeria              | 1         |